# Bisas
'Bisas (tiếng Ả Rập: بساس, cũng đánh vần là Bsas hoặc Besas) là một ngôi làng ở phía bắc Syria nằm ở phía tây Homs thuộc tỉnh Homs. Theo Cục Thống kê Trung ương Syria, 'Ish al-Shuhah có dân số 533 trong cuộc điều tra dân số năm 2004. Cư dân của nó chủ yếu là Alawites.